# Jacques-Théodore Lamarche
Jacques-Théodore Lamarche, né à Paris le 15 mars 1827 et mort à Quimper le 15 juin 1892, est un prélat catholique français, évêque de Quimper et Léon de 1888 à sa mort.

## Biographie

### Formation
Fils de Jean-Baptiste Lamarche et de Marie Catherine Angélique Durvit, son épouse, Jacques-Théodore Lamarche est né dans une famille d'ouvriers le 15 mars 1827 à Paris, 11e arrondissement. Après des études au petit séminaire de Saint-Nicolas-du-Chardonnet où il a pour professeur l'abbé Dupanloup, puis au grand séminaire de Saint-Sulpice, il est ordonné prêtre pour le diocèse de Paris le 20 décembre 1851.

### Carrière ecclésiastique
L'abbé Lamarche est d'abord nommé vicaire à la paroisse Saint-Augustin de Paris avant de s'engager comme aumônier militaire lors de la guerre de Crimée. Après cette campagne, il retrouve Paris, occupant tour à tour les postes de vicaire à Saint-Eugène, Sainte-Clotilde, la Chapelle, Clignancourt puis Saint-Germain de Charonne. Lors de la guerre de 1870 il reprend du service comme aumônier militaire, assistant les soldats lors des combats de Borny, Saint-Privat et Gravelotte. Après la reddition de Metz, il décide d'accompagner les prisonniers jusqu'à Kosel, en Silésie. De retour en France, il est alors promu curé de Saint-Jean-Baptiste de Grenelle puis de Sainte-Marie des Batignolles.

### Épiscopat
Nommé évêque de Quimper et Léon le 12 octobre 1887, préconisé dans le consistoire du 25 novembre suivant, Lamarche est sacré en la cathédrale Notre-Dame de Paris par François Richard de La Vergne, archevêque de Paris, assisté de Pierre-Hector Coullié, évêque d'Orléans, et de Briey, évêque de Meaux.

De santé fragile, souffrant de gastrite, Lamarche présida aux destinées de l'église finistérienne quelque quatre années et demie. Soucieux du développement de l'enseignement catholique et de l'accompagnement spirituel des conscrits, il s'attacha également à instruire et catéchiser ses diocésains en encourageant la tenue de grandes missions paroissiales, à l'exemple de Michel Le Nobletz et Julien Maunoir, prêtres de la Contre-Réforme dont il introduisit les causes de béatification à Rome. Il présida avec le cardinal Place, archevêque de Rennes, au couronnement de la statue de Notre-Dame du Folgoët en 1888.

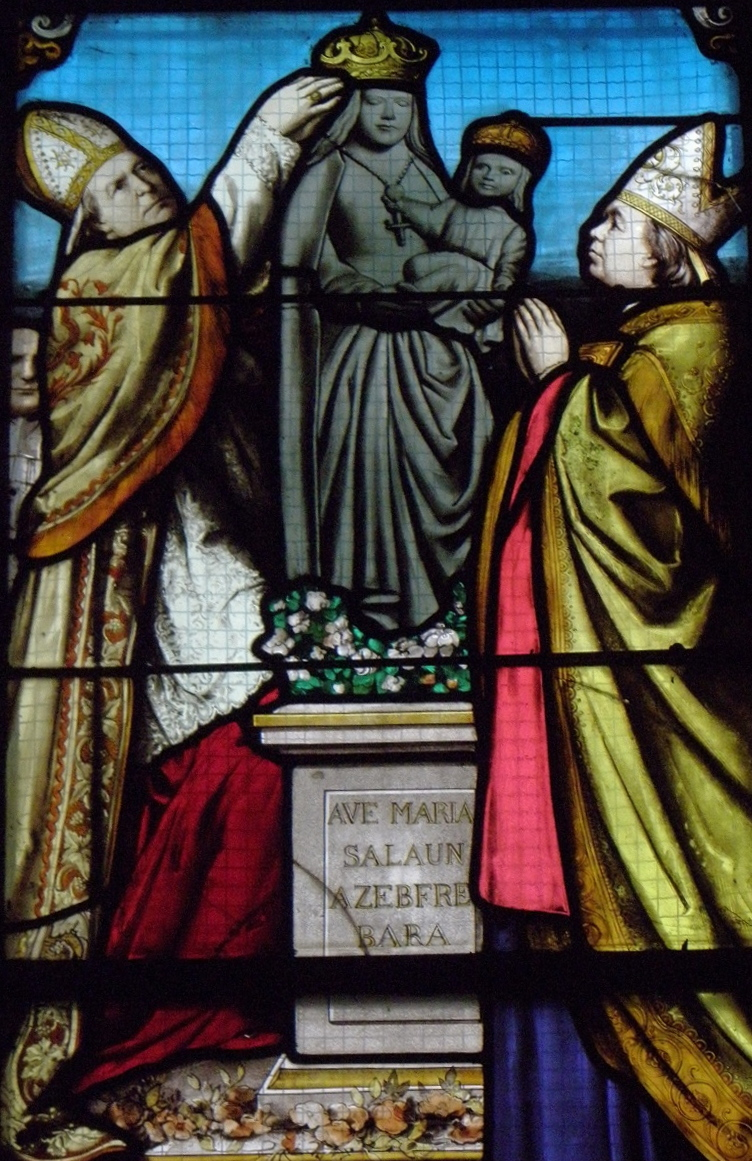
Couronnement de Notre Dame du Folgoët par le cardinal Place et Jacques-Théodore Lamarche.

## Armes

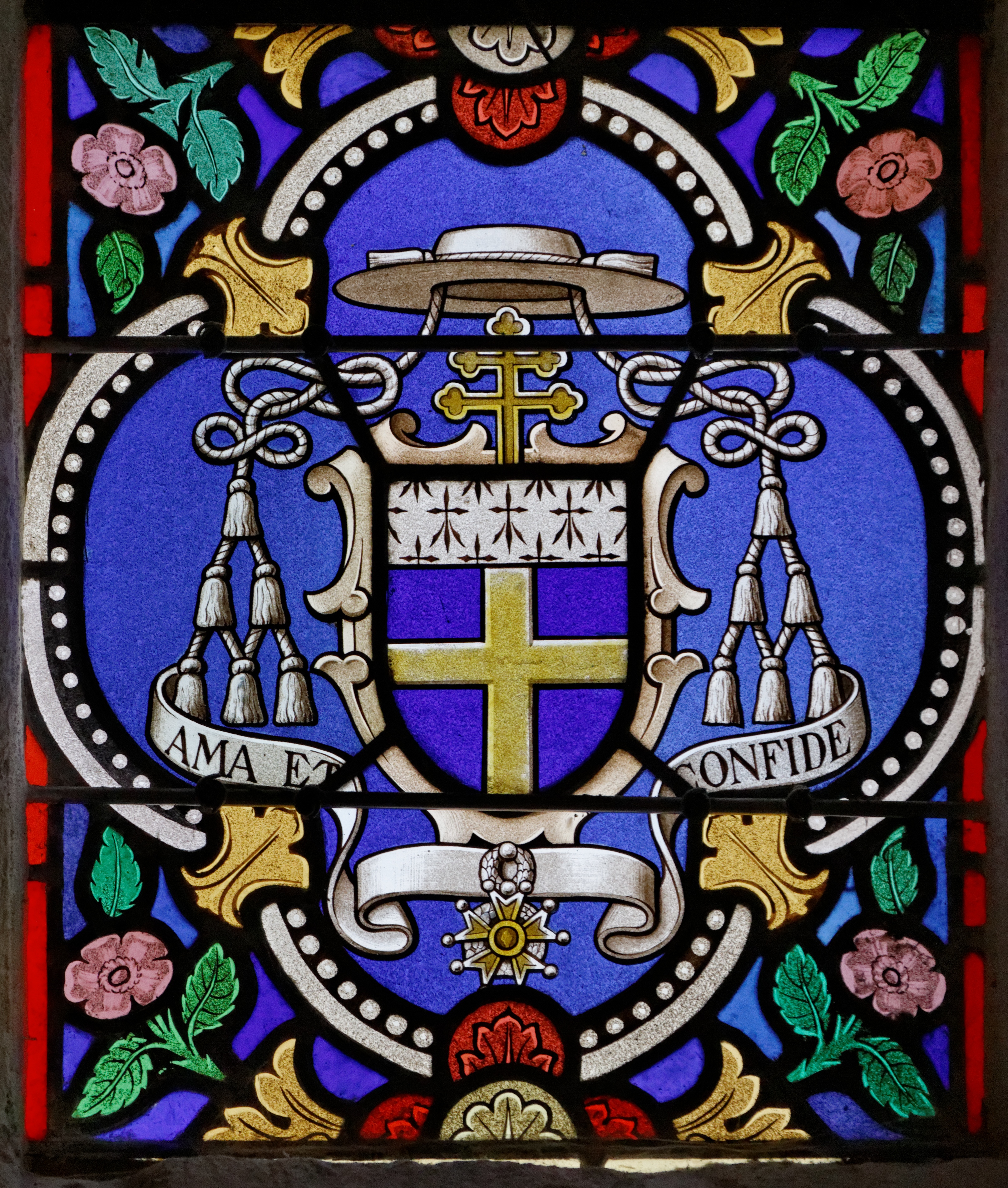
Armoiries de l'évêque dans la cathédrale Saint-Corentin à Quimper.

D'azur à la croix d'or, au chef de Bretagne.

## Distinction
- Chevalier de la Légion d'honneur (31 mai 1871)[5]